# Диаграмма деятельности

UML-диаграмма деятельности, отображающая процесс мозгового штурма.

Диагра́мма де́ятельности (англ. activity diagram) — UML-диаграмма, на которой показаны действия, состояния которых описаны на диаграммах состояний. Под деятельностью (англ. activity) понимается спецификация исполняемого поведения в виде координированного последовательного и параллельного выполнения подчинённых элементов — вложенных видов деятельности и отдельных действий англ. action, соединённых между собой потоками, которые идут от выходов одного узла ко входам другого.
Диаграммы деятельности используются при моделировании бизнес-процессов, технологических процессов, последовательных и параллельных вычислений.

## Конструкция
Диаграммы деятельности состоят из ограниченного количества фигур, соединённых стрелками. Основные фигуры (узлы):
1. Прямоугольники с закруглениями — действия (операция). Узел управления (control node) — это абстрактный узел действия, которое координирует потоки действий.
2. Ромбы — решения. Узел решения предназначен для определения правила ветвления и различных вариантов дальнейшего развития сценария. В точку ветвления входит ровно один переход, а выходит — два или более.
3. Широкие полосы — начало (разветвление) и окончание (схождение) ветвления действий. Узел объединения имеет два и более входящих узла и один исходящий.
4. Чёрный круг — начало процесса (начальный узел). Начальный узел деятельности (или начальное состояние деятельности) (activity initial node) является узлом управления, в котором начинается поток (или потоки) при вызове данной деятельности извне.
5. Чёрный круг с обводкой — окончание процесса (финальный узел). Конечный узел деятельности (или конечное состояние деятельности) (activity final node) является узлом управления, который останавливает все потоки данной диаграммы деятельности. На диаграмме может быть более одного конечного узла.

Стрелки идут от начала к концу процесса и показывают потоки управления или потоки объектов (данных).

## Похожие диаграммы в других стандартах
Наиболее близким и точным аналогом диаграмм деятельности являются математически строгие дракон-схемы визуального алгоритмического языка ДРАКОН.
Более отдаленным аналогом диаграмм деятельности являются схемы алгоритмов по ГОСТ 19.701—90.